# Erik Jan Hanussen
 (septembre 2011).
Si vous disposez d'ouvrages ou d'articles de référence ou si vous connaissez des sites web de qualité traitant du thème abordé ici, merci de compléter l'article en donnant les références utiles à sa vérifiabilité et en les liant à la section « Notes et références ».
Hermann Steinschneider, dit Erik Jan Hanussen (2 juin 1889, Vienne - 25 mars 1933, Berlin), est un illusionniste, voyant et hypnotiseur, personnalité célèbre du music-hall en Allemagne durant l'entre-deux-guerres. Il est notamment connu pour avoir conseillé Hitler, au début du nazisme, sur la façon de mettre en scène ses discours.

## Origines
Bien que Hanussen ait prétendu être un aristocrate danois, il était en fait un Juif tchèque, né Hermann Steinschneider. Hanussen père, Siegfried Steinschneider (1858, Prostějov - 1910) était acteur et gardien d'une synagogue, et marié à Julie Kohn Antonie à Vienne, en Autriche.

## Carrière
Hanussen devint célèbre grâce à ses représentations à la Scala de Berlin où il accomplissait des performances d'hypnose et où il lisait dans les pensées des spectateurs.
De nombreuses légendes abondent quant aux rencontres entre Hanussen et Adolf Hitler. Celui-ci l'aurait notamment rencontré juste avant les élections allemandes, en novembre 1932, pour lui enseigner des techniques de contrôle des masses, en employant une gestuelle particulière et en ayant recours à différents effets dramatiques.
En 1943, l’institution américaine Office of Strategic Services, dans le cadre de la rédaction d'un profil psychologique d'Hitler écrivait : « Durant le début des années 1920, Hitler reçut des leçons régulières de rhétorique et de psychologie de la foule d'un homme nommé Hanussen qui était aussi un astrologue et diseur de bonne aventure. Il était très intelligent et enseigna à Hitler l'importance de mettre en scène ses réunions publiques afin d'obtenir les meilleurs effets spectaculaires »[réf. nécessaire].
En 1931, Hanussen acheta une imprimerie à Breslau et fit paraître un journal occultiste : Hanussen Magazin et Bunte Wochenschau.
Hanussen disparut le 25 mars 1933 dans des conditions troubles (hypothèses de la disparition : assassinat par des SA, utilisation par Hanussen de techniques d'illusionnisme).
Dans le roman Hôtel Adlon (If the Dead Rise Not) de Philip Kerr, Hanussen organise sur son yacht des orgies, notamment homosexuelles, et fait des films pour faire chanter les dirigeants nazis qui y participent. Devenu gênant, il est liquidé par les SA qui souhaitent récupérer les documents compromettants.

## Dans les arts et la culture populaire

### Filmographie

#### Cinéma
- 1955 : Hanussen, son rôle est interprété par O.W. Fischer.
- 1988 : Hanussen de  István Szabó, son rôle est interprété par Klaus Maria Brandauer.
- 2001 : Invincible de Werner Herzog, son rôle est interprété par Tim Roth.
- 2021 : The King's Man : Première Mission, son rôle est interprété par Daniel Brühl.